# Torres gemelas de Cantón

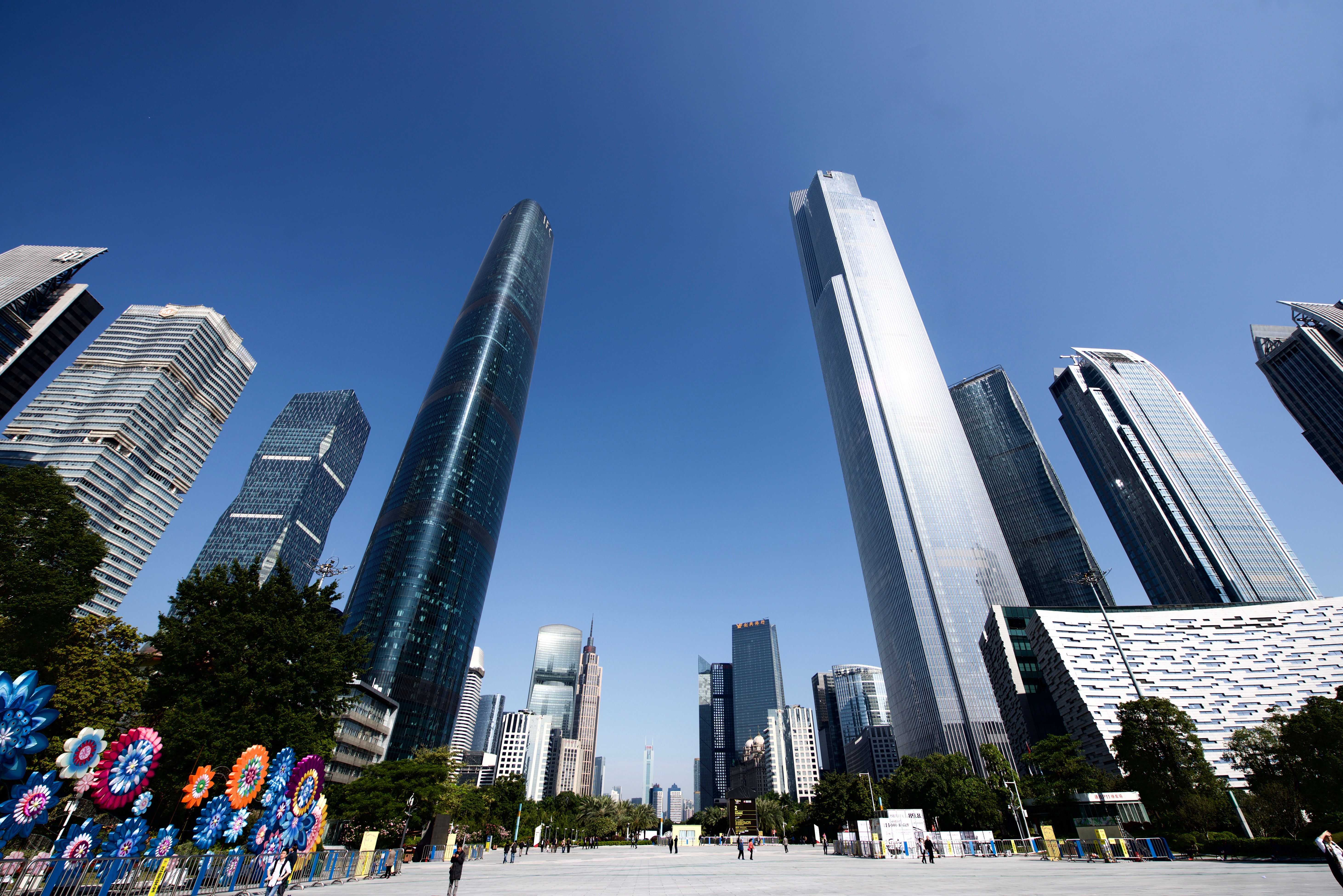
Torres gemelas, entre las cuales se encuentra la Flor de la Plaza de la Ciudad, en la nueva ciudad eje central del Cantón.

Las Torres gemelas de Cantón (en chino tradicional, 廣州雙塔 or 廣州雙子塔; en chino simplificado, 广州双塔 or 广州双子塔; pinyin, Guǎngzhōu Shuāngtǎ or Guǎngzhōu Shuāngzǐtǎ) hace referencia a un complejo de dos rascacielos gemelos en Cantón, China.
La Torre Oeste, Guangzhou International Finance Center, fue diseñada por Wilkinson Eyre y la Torre Este, CTF Finance Centre, por Kohn Pedersen Fox. Ambas torres están situadas en Zhujiang New Town, el distrito central de negocios, de la ciudad en el Distrito de Tianhe. La Torre Oeste se puso en funcionamiento en 2010 y la Torre del Este, fue inaugurada en 2016.

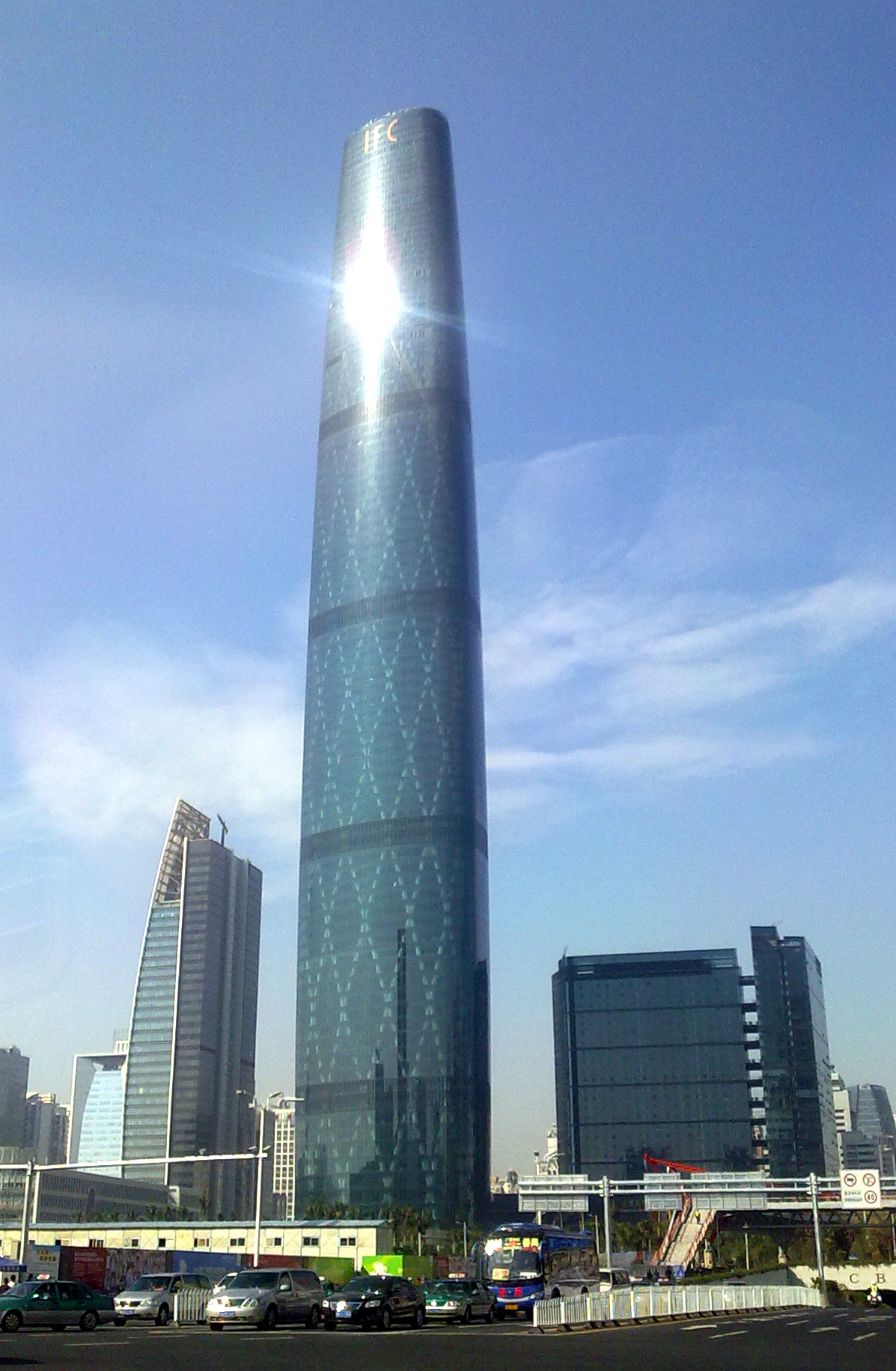
Guangzhou Torre Oeste